# Слай Купер
Слай Ку́пер (англ. Sly Cooper) — персонаж серии видеоигр Sly Cooper, разработанной компаниями Sucker Punch Productions и Sanzaru Games для PlayStation 2, PlayStation 3 и PlayStation Vita.
Слай — главный герой серии игр, основатель и лидер банды Купера. Он обладает специальными воровскими техниками его предков, записанных в книге Thievius Raccoonus.

## Характеристики
Слай — антропоморфный енот, предки которого во все эпохи были знаменитыми ворами. Когда Слаю было 8 лет, его родители были убиты группировкой Fiendish Five, а книга рассказывающая о воровских техниках его предков похищена. Слай попадает в приют, где знакомится с черепахой Бентли и бегемотом Мюрреем, с которыми он формирует банду воров.
Слай очень ловкий и проворный, он способен лазить по трубам, карнизам, верёвкам и т. п., а также, пользуясь тростью с крюком, использовать неровности в стенах. Кроме того, он способен использовать различные устройства, такие как дельтаплан, дымовые шашки, реактивные ботинки, будильники для того, чтобы проникнуть куда-либо незамеченным или избавиться от преследования. Осваивая техники своих предков, Слай обретает различные способности, такие как замедление времени, невидимость и более сильные атаки. Используя свою трость с крюком, Слай может воровать у врагов деньги и другие предметы, оставаясь незамеченным.
Тем не менее Слай остаётся верен своим друзьям, ставя их выше всякого богатства.
Во всех вышедших на данный момент играх, англоязычным актёром озвучивания Слая Купера является Кевин Миллер, однако 28 января 2014 года вышел трейлер фильма «Слай Купер», в котором Слая озвучивает канадский актёр Йен Джеймс Корлетт.

## Отзывы критиков и культурное влияние
GamesRadar включил Слая в список «25 лучших новых персонажей десятилетия» (англ. The 25 best new characters of the decade), отметив, что архетип «вор-джентльмен» очень слабо представлен в видеоиграх. Также он был включён в список «Самые привлекательные новые персонажи десятилетия» (англ. The sexiest new characters of the decade), отметив, что Слай это тот тип персонажа о котором хотят писать писатели-романисты. На Game Developers Conference в 2002 году Слай победил в номинации «Лучший оригинальный персонаж года» (англ. The Best Original Game Character of the Year). В 2012 году GamesRadar назвал его 74 лучшим героем в видеоиграх.